# Gisela (Arizona)
Gisela – jednostka osadnicza w Stanach Zjednoczonych, w stanie Arizona, w hrabstwie Gila.